# Марк Аппулей
Марк Аппуле́й (лат. Marcus Appuleius) — политический деятель эпохи ранней Римской империи.
Его отцом был претор Секст Аппулей, а матерью единокровная сестра Октавиана Августа Октавия Старшая. В 23 году до н. э. Аппулей был легатом, а в 20 году до н. э. занимал должность ординарного консула вместе с Публием Силием Нервой. Предположительно, он дожил до 13 года до н. э. и был изображен на Алтаре Мира.